# Pszenno

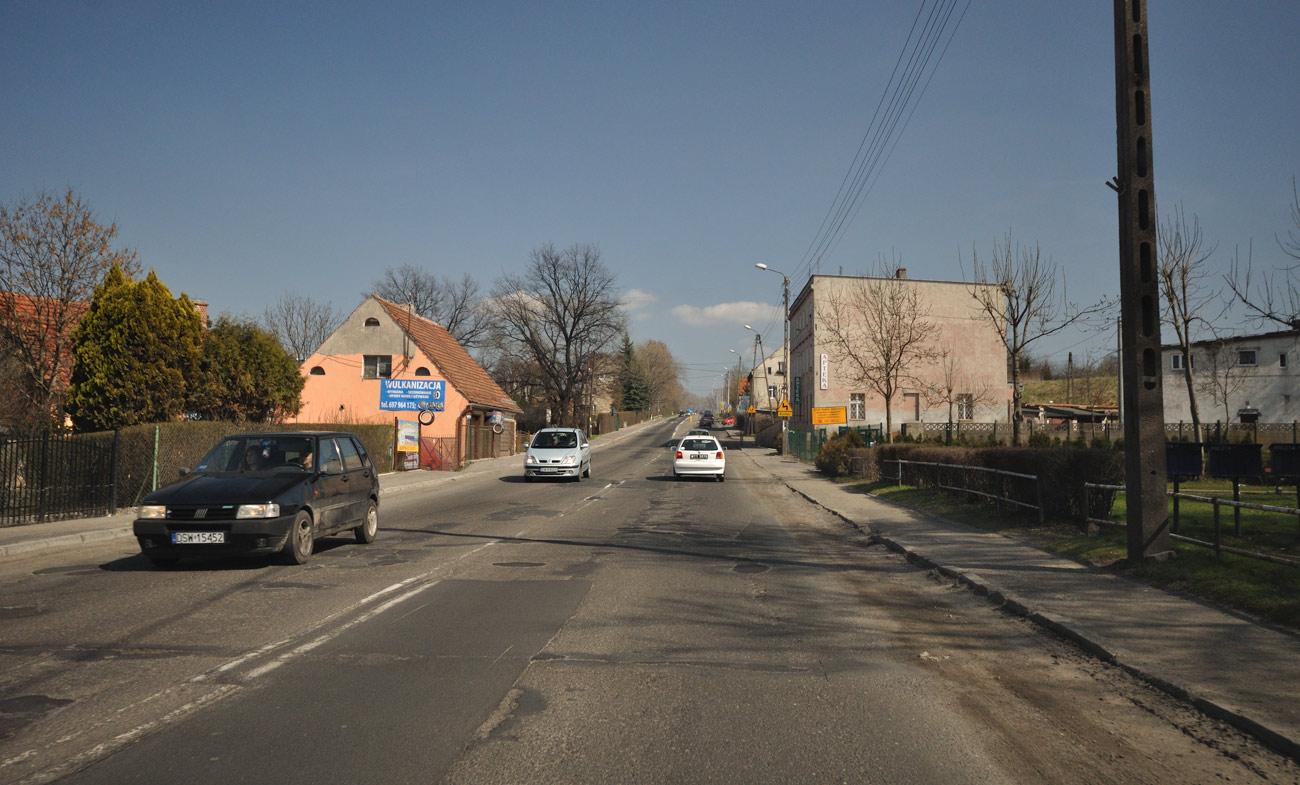
Straßenzug

Pszenno [ˈpʂɛnnɔ] (deutsch: Weizenrodau, vormals auch Weizenrode schlesisch Wissarode) ist ein Ort in der Landgemeinde Świdnica (Schweidnitz) im Powiat Świdnicki  der Woiwodschaft Niederschlesien in Polen.

## Lage
Pszenno liegt etwa neun Kilometer nordöstlich von Świdnica (Schweidnitz) und 47 Kilometer südwestlich von Breslau.
Nachbarorte sind Wilków (Wilkau) im Norden, Jagodnik (Grunau) und Miłochów (Nieder Giersdorf) im Süden, Kątki (Käntchen) im Osten, Marcinowice (Groß Merzdorf) im Nordosten. 

## Geschichte
Weizenrodau, vormals als „Weisinrod“ bzw. „Wisyngerode“ bezeichnet, wurde 1243 von Johannes von Würben zu Deutschem Recht ausgesetzt. 1335 ist auch erstmals die „ecclesia de Weynsinrod“  im Register des Päpstlichen Nuntius Galhardus erwähnt. Nach der Teilung des Herzogtums Breslau 1290/91 gelangte Weizenrodau an das neu gebildete Herzogtum Schweidnitz, das nach dem Tod des Herzogs Bolko II. 1368 erbrechtlich an die Böhmen fiel, wobei Bolkos II. Witwe Agnes von Habsburg bis zu ihrem Tod 1392 ein Nießbrauch zustand. Namensgebend war der Abstammungsort, von dem die Vorfahren von Lukas Watzenrode der Ältere (1400–1462, Bürger und Handelsmann in Thorn, Großvater des Astronomen Nikolaus Kopernikus) bzw. Lucas Watzenrode (1447–1512, Fürstbischof des Ermlandes) stammten. Weizenrodau war Kämmereidorf von Schweidnitz. Es wurde zwischen 1331 und 1590 in neun Anteilen von der Stadt erworben. Als ehemalige Besitzer der Anteile sind überliefert:
1. Anteil verkaufte 1331 ein Ritter Bruno dem Rat der Stadt Schweidnitz.
2. Anteil überließ 1351 Herzog Bolko dem Rat der Stadt Schweidnitz.
3. Anteil 1366 von Heinrich Czirn an den Magistrat der Stadt Schweidnitz verkauft.
4. Anteil ging 1366 an die Brüdern Nitsche, Steffen und Petczen von Rosenthal und 1370 an Michel von Wederow. Letzterer überließ den Anteil 1371 der Stadt Schweidnitz.
5. Anteil schenkte 1367 Konrad von Zesewicz seinen Neffen Konrad und Balzer von Zesewicz. Letztere verkauften den Anteil 1374 an den Rat der Stadt Schweidnitz.
6. Anteil bzw. die Erbscholtisei, angeblich von Johannes Graf von Würben, der 1243 in Weizenrodau das Deutsche Recht eingeführt hatte, gegründet. 1289 verlieh Heinrich Graf von Würben seinem Schultheis Rudolph in Weizenrodau drei Huben als Lehen. 1375 überließen die Grafen von Würben die Scholtisei einschließlich dem Kirchenlehen der Stadt Schweidnitz.
7. Anteil verlieh 1343 Herzog Bolko II. seinem Kaplan Albert, dessen Bruder Johann und deren Mutter Helimburk. 1346 erwarb Lucia Frencelin den vom Kaplan Albert gekauften Anteil. 1366 verkauften Hermann Tscherwitz und seine Kinder sieben Huben. 1378 veräußerte Hans Probsthain elf zinsbare Huben. 1451 verkauften die Brüder George und Fabian Sachenkirch alles Eigentum an Hieronymus Pförntner, zu dessen Gunsten bereits 1524 Kaspar Pförtner auf alle Ansprüche an dem Gut verzichtet hatte. 1540 kaufte den ganzen Anteil die Stadt Schweidnitz.
8. Anteil 1540 von Kaspar Pförtner im Namen seiner Schwester Barbara Fürstenau an den Rat der Stadt Schweidnitz verkauft.
9. Anteil bzw. die Mühle verkauften 1365 die Brüder Konrad und Heinrich von Czirn dem Nitsche Hanemann und Hans Probsthain. Der halbe Anteil gelangte 1378 an Weigel Sachenkirch. 1454 ging die ganze Mühle von Fabian Sachenkirch an Hieronymus Pförtner, 1524 von Hieronymus und Kaspar Pförtner an deren Bruder Adam Pförtner, sowie 1566 von Abraham Pförtner an Ernst Pförtner. Schließlich verkauften die Geschwister 1590 die Mühle inkl. der Ober- und Niedergerichtsbarkeit dem Rat der Stadt Schweidnitz.

Nach dem Ersten Schlesischen Krieg fiel Weizenrodau 1741/42 mit dem größten Teil Schlesiens an Preußen. Die alten Verwaltungsstrukturen wurden aufgelöst und Weizenrodau in den Landkreis Schweidnitz eingegliedert, mit dem es bis 1945 verbunden blieb. 1785 bestanden in Weizenrodau eine Pfarrkirche, zwei Schulhäuser, ein Lehngut, 28 Bauern, 17 Gärtner, 16 Häusler, und eine Wassermühle. Die Einwohnerzahl betrug 424. Weizenrodau unterstand der Kriegs- und Domänenkammer Breslau, bis es im Zuge der Stein-Hardenbergischen Reformen 1815 dem Regierungsbezirk Reichenbach der Provinz Schlesien zugeordnet wurde. Mit Anbau von Zuckerrüben bestand seit Anfang des 19. Jahrhunderts eine Zuckerfabrik in Weizenrodau. 1834 zerstörte ein Brand große Teile von Weizenrodau. 1885 wurde ein Kriegerdenkmal errichtet. 
Als Folge des Zweiten Weltkriegs fiel Weizenrodau mit dem größten Teil Schlesiens 1945 an Polen. Nachfolgend wurde es in Pszenno umbenannt. Die einheimische deutsche Bevölkerung wurde – soweit sie nicht schon vorher geflohen war – vertrieben. Die neu angesiedelten Bewohner waren teilweise Zwangsumgesiedelte aus Ostpolen, das an die Sowjetunion gefallen war. Von 1975 bis 1998 gehörte Pszenno zu Woiwodschaft Wałbrzych.

## Sehenswürdigkeiten

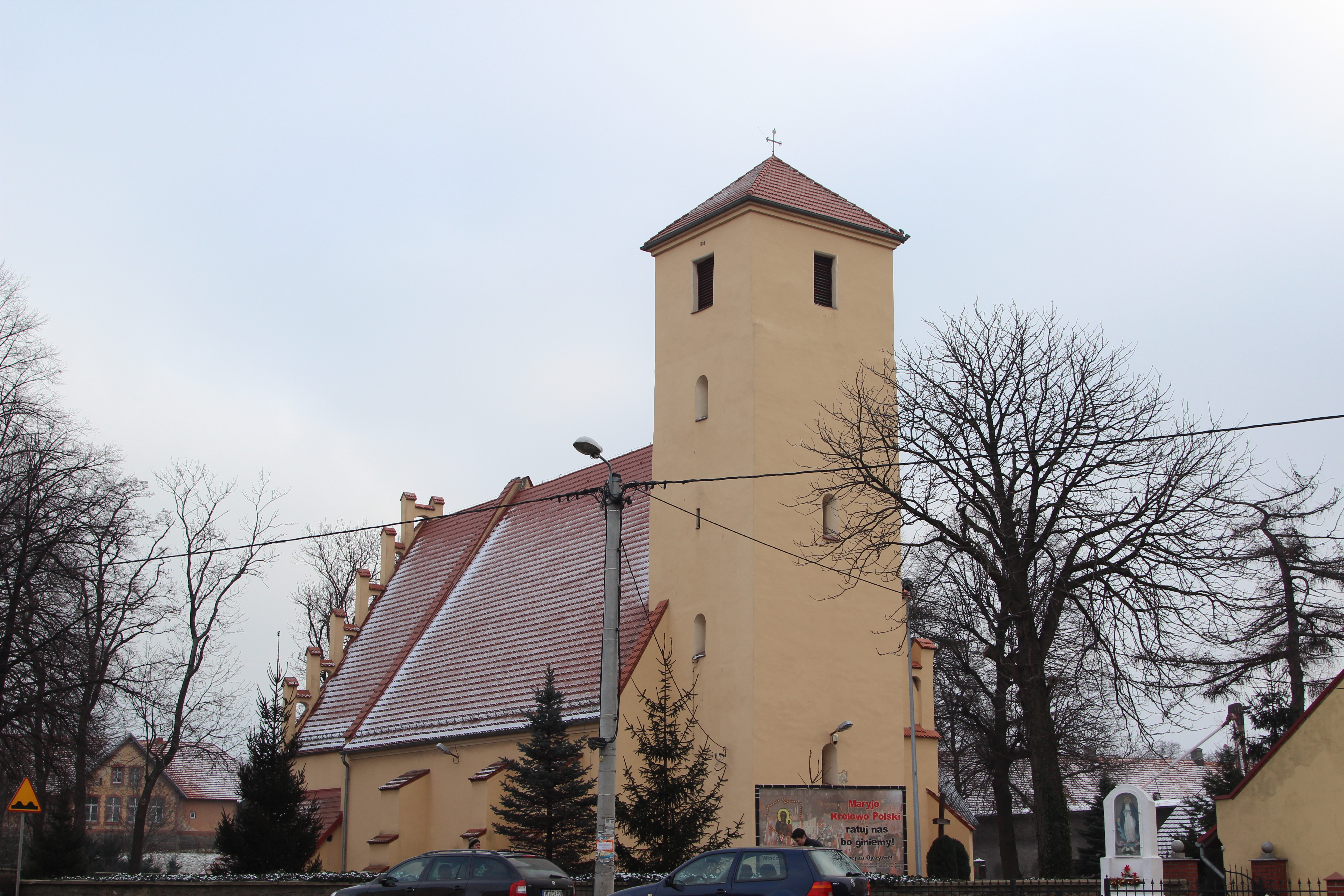
Kirche St. Nikolaus

- Die römisch-katholische Pfarrkirche St. Nikolaus wurde im 13. Jahrhundert gegründet und 1552 wiederaufgebaut. Seit dem 13. Jahrhundert besaß Weizenrodau eine Pfarrkirche. In der Reformationszeit wurde sie evangelisch und 1636 den Katholiken zurückgegeben. Bis 1773 gehörte die Kirche den Jesuiten. Seit 1654 war Weizenrodau evangelisch zur Friedenskirche Schweidnitz gepfarrt. Auf dem sogenannten Pfarrberge stand bis zum Ende des 18. Jahrhunderts eine Kapelle, in der angeblich der Sarg des 1642 in der Schlacht zwischen Groß Märzdorf (seit 1945 Marcinowice) und Stephanshain gefallenen Herzogs von Lauenburg verwahrt wurde.[4]